# 奕詳

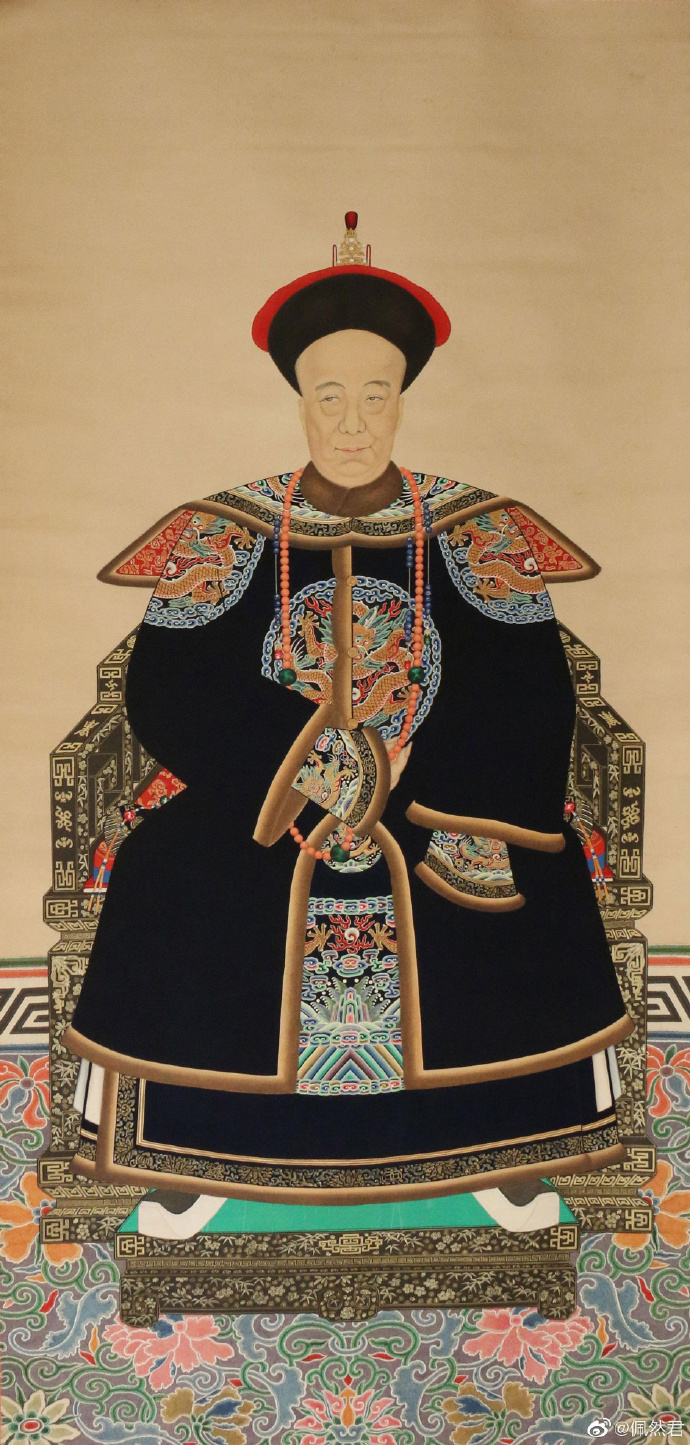
綿愉之子惠郡王奕詳朝服

親王銜多羅惠郡王奕詳（1849年3月15日—1886年2月13日），惠親王系第二代。他是惠端親王綿愉第五子，母亲繼福晉瓜爾佳氏。外祖父大学士桂良。谥曰敬。
道光二十九年（1849年）二月出生。咸豐十年（1860年）正月受封不入八分輔國公，同治三年（1864年）七月進封奉恩鎮國公，同年十二月接替父親成為惠親王第二代，但因為惠親王並非世襲罔替的爵位，因此他的封爵只是郡王。同治十一年九月赏加亲王衔。
光緒十二年正月初十日未时（1886年2月13日），奕详去世，虛齡三十八岁，谥曰敬。由長子載潤襲封惠親王系第三代，不過需遞降為貝勒。